# Krayenberggemeinde
Krayenberggemeinde é um município da Alemanha, situado no distrito de Wartburg, no estado da Turíngia. Tem 31,55 km² de área, e sua população em 2019 foi estimada em 5.105 habitantes.